# In Your Room (Agua de Annique)
In Your Room è il terzo album in studio del gruppo rock Agua de Annique, fondato dalla cantante olandese Anneke van Giersbergen. Il disco è uscito nel 2009.

## Tracce
1. Pearly
2. Hey Okay!
3. I Want
4. Wonder
5. The World
6. Sunny Side Up
7. Physical
8. Home Again
9. Wide Open
10. Longest Day
11. Just Fine
12. Adore

## Formazione
- Anneke van Giersbergen – voce, tastiera, chitarra
- Joris Dirks – chitarra, voce
- Jacques de Haard – basso
- Rob Snijders – batteria